# ロサンゼルスの交通機関

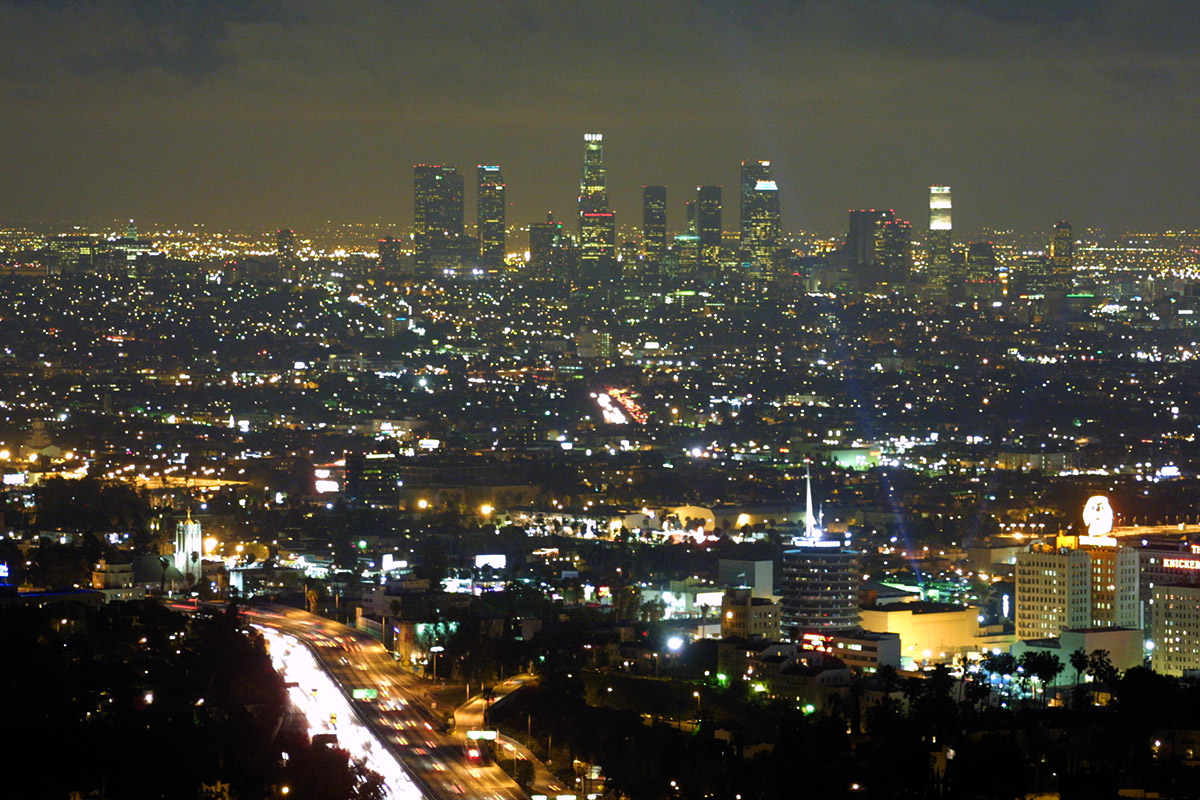
ロサンゼルスの夜景

ロサンゼルスの交通機関 (Transportation of Los Angeles) とは、アメリカ合衆国で最大の交通網を持つ、カリフォルニア州ロサンゼルスの交通機関のことである。以下では、その詳細について述べる。

## 概要
ロサンゼルスは、全米のみならず世界でも最大級の交通網を持つ。特に、自動車社会アメリカの中でも、州間高速道路やカリフォルニア州道をはじめとした高速道路網、都市圏内や都市間のバス路線は優れている。
また、航空交通においては、全米有数の大空港でありアメリカ合衆国太平洋岸の空の玄関口となっているのみならず、太平洋路線と南米路線をつなぐ役割をも果たしているロサンゼルス国際空港を前面に抱えている。
しかしその一方で、ロサンゼルス大都市圏内における鉄道による交通網はパシフィック電鉄などを1960年ごろまでに全廃してしまったため、1980年代までほとんど未発達で、アメリカ合衆国内の他の主要都市に後れを取り、路面電車やトロリーバスが市内交通の中心である同じ州内のサンフランシスコとは対照的であった。しかし、1990年代からライトレール・地下鉄や近郊列車の整備が進められている。
そのようなことから、アメリカのハブ都市のひとつへと発展した。

## 公共交通機関

### フリーウェイ

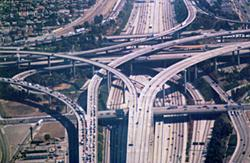
I-105とI-110とのJCT

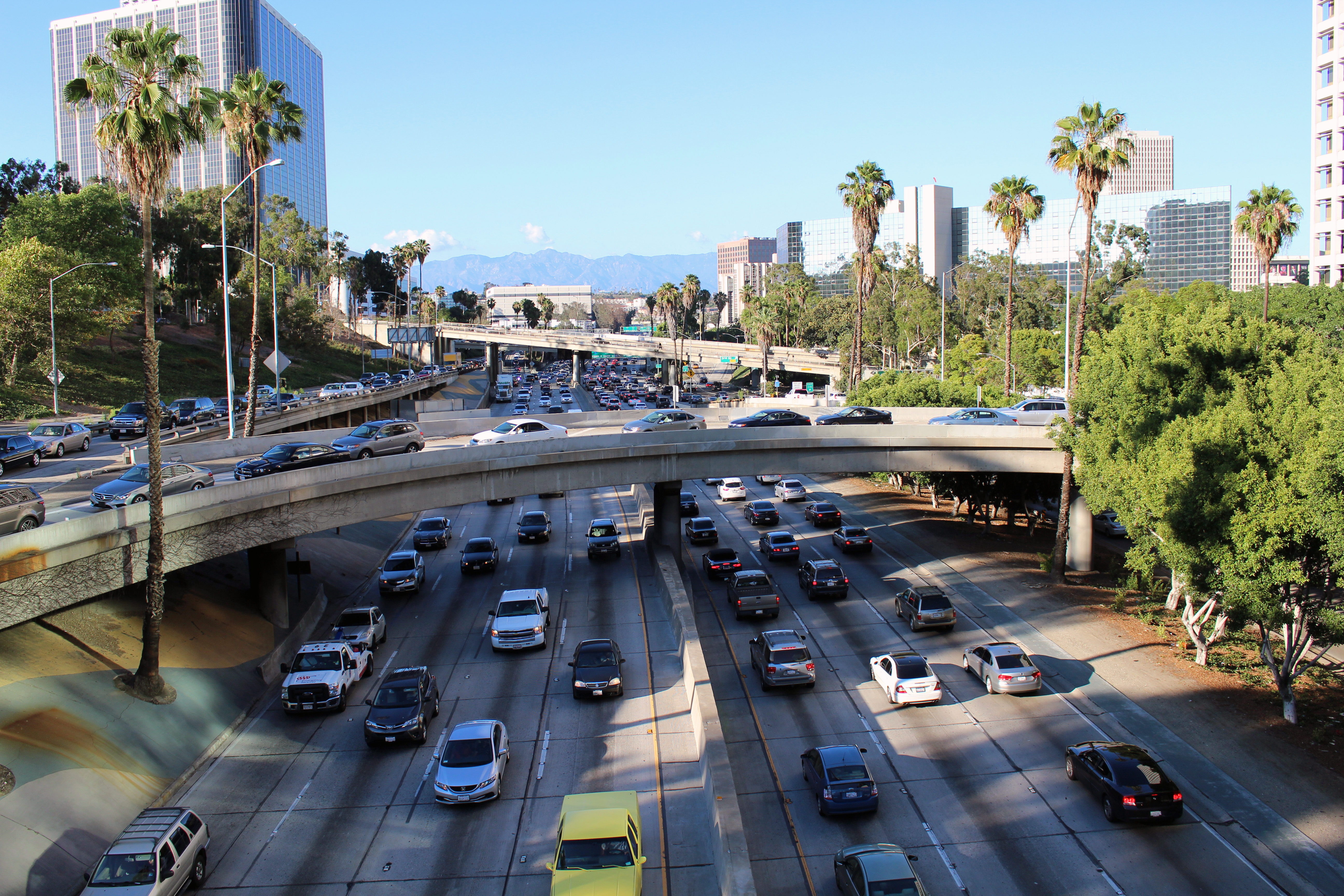
ロサンゼルス・ダウンタウンのフリーウェイ

世界でも有数の、優れた自動車網を持つロサンゼルスは、州間高速道路（インターステートハイウェイ）やカリフォルニア州道などのフリーウェイ（アメリカの高速道路）などが非常に多く、また他都市への移動も優れている。
1. Golden State (I-5) freeway
2. San Diego (I-405) (I-5) freeway
3. Hollywood (US-101) (SR-170) freeway
4. Pacific Coast (US-1) highway
5. Santa Monica (I-10) freeway
6. San Bernadino (I-10) freeway
7. Pomona (60) freeway
8. Century (105) freeway
9. Simi Valley (118) freeway
10. Foothill (210) freeway
11. Long Beach (710) freeway
12. Antelope Valley (SR-14) freeway
13. Ventura (US-101) (SR-134) freeway
14. Harbor (I-110) freeway
15. Pasadena (SR-110) freeway
16. Glendale (SR-2) freeway

### 一般道路
ロサンゼルスの一般道路は、主要な幹線道路などを除いて、ほぼすべてが直線なレイアウトとなっている。繁華街などの通りは、そのレイアウトで東西と南北に通りが並んでいて、非常に分かりやすく行き来しやすいようになっている。
しかしその一方、一方通行が非常に多いのもロサンゼルスの一般道路の特徴であり、それらのことで混乱する観光客もいる。また、フリーウェイなどの高架道路の周辺の通りは行き止まりが多いので、注意が必要である。

### 長距離バス
グレイハウンドやアムトラックなどが都市間を結ぶ長距離バスを走らせている。

### 域内のバス
ロサンゼルス市およびその周辺には自家用車を持たない住民も多く、バスがその人たちの域内の主要な移動手段となっている。メトロバスが市街地部分を網の目のように走っているほか、ロサンゼルス市はダッシュと呼ばれるバスを運行し、ロサンゼルス市周辺の自治体も運行する多くのバス路線をロサンゼルス市内に乗り入れさせているなど、バス網は非常に充実している。

### 鉄道

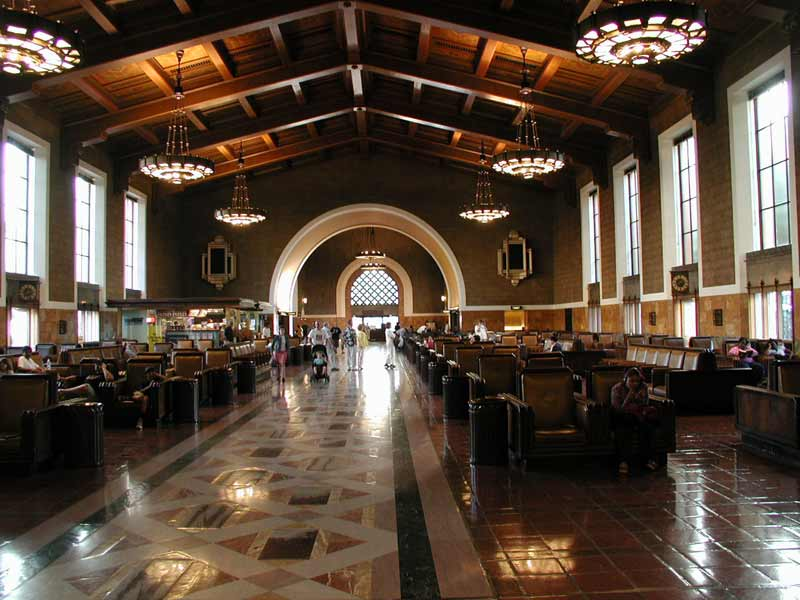
ユニオン駅の待合室

ロサンゼルスのダウンタウンにはユニオン駅があり、アムトラックの長距離列車とメトロリンクの通勤列車がこの駅から発車している。
- ユニオン駅に発着するアムトラックの列車
  - コースト・スターライト　　ロサンゼルス- シアトル
  - サウスウェスト・チーフ　　ロサンゼルス - シカゴ
  - サンセット・リミテッド　　ロサンゼルス - ニューオーリンズ - オーランド（ハリケーンの影響でニューオーリンズ以遠は運行停止中）
  - パシフィック・サーフライナー　　サンルイスオビスポ - ロサンゼルス- サンディエゴ

- ユニオン駅を起点としたメトロリンクの列車
  - 91ライン - リバーサイド行
  - アンテロープバレーライン - ランカスター行
  - オレンジカウンティーライン - オーシャンサイド行
  - リバーサイドライン - リバーサイド行
  - サンバナディーノライン - サンバーナーディーノ行
  - ベンチュラカウンティライン - イースト・ベンチュラ (East Ventura) 行

### 地下鉄とライトレール
1990年代から交通事情の改善のためにロサンゼルス郡都市圏交通局が運行する地下鉄やライトレールの整備が進められている。
- 地下鉄
  - B線
  - D線
  - L線（廃止）
  - ピンクライン（計画中）

- ライトレール
  - A線
  - C線
  - E線
  - K線

### 航空
ロサンゼルスは全米でも有数の大空港であるロサンゼルス国際空港 (Los Angeles International Airport) を前面に抱えている。地元では、IATA空港コードでLAXとも呼ばれている。9つのターミナルビルと4本の滑走路を有するこの空港はロサンゼルス都市圏のみならず、アメリカ合衆国太平洋岸の空の玄関口となっている。また、アジア系航空会社と南米系航空会社が多数乗り入れており、太平洋路線と南米路線をつなぐ役割も果たしている。
同空港における2003年度の航空機の離着陸数は622,378回、また、同年度の旅客数は、550,000,00人である。
また、ロサンゼルス国際空港以外にも、周辺にはジョン・ウェイン空港やロングビーチ空港、バーバング空港などがあり、発着便数の多いロサンゼルス国際空港を補助する役割を果たしている。

## ラッシュアワー
そうした優れた交通網を持つ一方、ラッシュアワーによる交通渋滞、特に高速道路でのラッシュアワーによる交通渋滞が大きな問題となっている。交通渋滞は、通勤時間帯の午前7時から9時と、移動が多い時間帯の午後3時、帰宅ラッシュ時間帯の午後7時が特にひどい。
また、あるデータでは、ロサンゼルスへの一般旅行者は1人あたり交通渋滞によって97時間の遅れをとっているという調査の結果も出ている。アメリカ人口統計局も、ロサンゼルスは全米で9番目に、移動時間がかかる都市としている。
2名あるいは3名以上の場合は、乗り合いレーンなどを使用することができ、渋滞を回避することができるが、自動車量の減少には遠く及ばない。渋滞の解消のため、近年は地下鉄やバス、タクシーなどの整備も進んでいるが、渋滞はなかなか解消できず、今後の課題となりそうである。

## 環境汚染
交通渋滞が激しいロサンゼルスでは、自動車の排気ガスなどによる二酸化炭素の増加などの環境汚染も問題となっている。
自動車の排気ガス以外にも、環境汚染の原因となっている交通機関はある。船の貨物積み下ろし時に出る二酸化炭素、ディーゼルトラックが多いことなどである。また、アメリカでは現在でも機関車が一般鉄道として走っているため、機関車から出る二酸化炭素も環境汚染の原因となっている。
また、かつてはガソリンスタンドの石油やロケット燃料などが地下水に流れ込み、それらの過塩素酸塩からメチルターシャリーブチルエーテルを引き起こすという問題もあった。

## 註
1. ↑  http://www.metro.net/riding_metro/maps/images/System_Map.pdf
2. ↑  ロサンゼルス国際空港とは対照的に、大西洋路線と南米路線との連接点となっている空港の例としては、フロリダ州のマイアミ国際空港などが挙げられる。